# Estat del Kuban
L'estat del Kuban fou un estat autònom dins de Rússia sorgit després de la revolució al territori dels Cosacs del Kuban i a la regió del Kuban.
Després de la revolució russa de febrer de 1917 a Petrograd, el poc eficient govern provisional va decidir prorrogar l'antipopular participació de Rússia a la I Guerra Mundial i com a resultat l'exèrcit rus es va començar a descompondre. Les unitats de cosacs del Kuban desertaren les primeres línies i retornaren a casa per protegir les seves llars i famílies d'una invasió turca des del sud. Sota els tsars els cosacs foren dirigits per un ataman nomenat generalment pel mateix tsar (Nakaznoy Ataman) quasi sempre un expert general no cosac. Després de l'abdicació del tsar, el març de 1917 el ataman tsarista dels cosacs fou deposat i el comissionat revolucionari per a la regió, Lukich Bardizh, assolia el govern el dia 26. El parlament (la Rada de Kuban) es va declarar com l'únic cos administratiu amb la intenció de crear un govern militar que mantingués el control de la regió, i el 7 de juliol es va proclamar a Novorossisk l'estat autònom dins de la Federació Russa.
Després de la Revolució d'octubre (que per la diferència de calendari fou el novembre), la gent del Kuban es trobà dividida entre uns quants grups. La presidència de la Rada va ser per a Luka Lavrentyevich Bych (11 de novembre). Els camperols no-cosacs estaven majoritàriament influïts pel bolxevics. El 28 de gener de 1918, l'estat del Kuban es proclamava república Popular del Kuban (encara autonoma), i el 16 de febrer de 1918 la Rada proclamava la independència amb relació a Rússia, tot i que la majoria dels cosacs eren lleials a Rússia, incloent el cap militar ataman Aleksandr Petrovich Filimonov. El general blanc Lavr Kornilov va fer una exitosa ofensiva el març amb el suport dels cosacs i va restablir el control sobre la Rada (14 de març). Llavors els bolxevics van proclamar la República Soviètica del Kuban (13 d'abril) que el 30 de maig es va unir a la república Soviètica de la Mar Negra. Els blancs van derrotar els bolxevics i el 5 d'agost recuperaven Ekaterinodar i el 16 d'agost reinstal·laven la Rada, i el 5 de desembre, després de diversos incidents s'instituïa un Consell Regional. Llavors la Rada va tornar a la seva política independentista (1919) 